# Роден
Ро́ден (на руски: Ро́день; на украински: Ро́день) е укрепено древноруско градище, разположено на юг от град Канев (днешна Черкаска област, Украйна) в местността Княжа гора близо до вливането на река Рос в Днепър.

## Възникване и разцвет
Археологическите изследвания датират първите селища в Княжа гора към VII—VIII в. Според съвременна версия той е сред най-древните племенни центрове на източните славяни и служи като място за поклонение пред раннославянския бог Вид, който е почитан като създател на всичко съществуващо. По времето на княз Святослав Игоревич в Роден е устроен затвор („двор теремьный“). През 978 г., по време на междуособици за киевския трон, в Роден се укрива княз Ярополк, който след продължителна обсада е убит от варяжки наемници.
Най-голямото културно и икономическо развитие на Роден достига през XI—XII век. Той е не само крепост в Пороската отбранителна линия срещу набезите на номадите, но и важен занаятчийски и търговски център. По време на Полюдието близо до Роден се намира пункт за товарене на стоки и оборудване на кораби, преди да бъдат изпратени към Византия. Б. А. Рибаков изказва хипотеза, че Роден в действителност е загадъчният град Арсания (Артания), за който говорят ориенталски автори.

## Край и наследство
Роден е разрушен по време на Батиевото нашествие и повече не се възстановява.
Археологически разкопки в Роден подхваща през 1891 г. Николай Беляшевский, а през 1958 – 1965 г. са продължени от археологическа експедиция на Киевския университет. Градището разполага с 2 укрепени района, от които днес са съхранени останки от валове и ровове. Между стените са открити следи от над 30 жилищни и стопански постройки. Вероятно в укреплението е имало и дървена църква.